# Björn Kraus

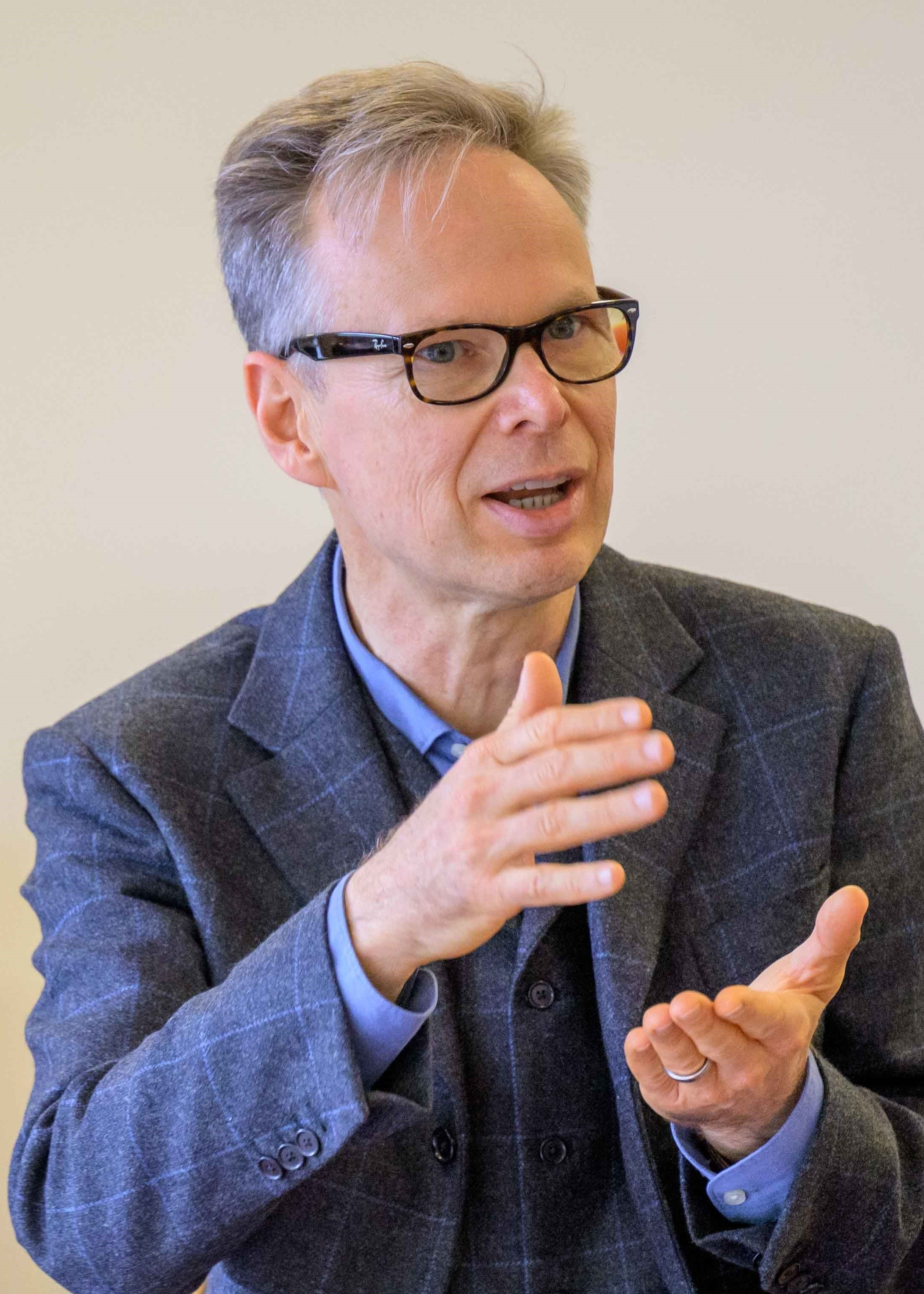

Björn Kraus (* 1969 in Heinsberg) ist ein deutscher Erkenntnistheoretiker und Sozialwissenschaftler, der zu den Protagonisten konstruktivistischer Theorienbildung zählt.
Seine Erkenntnis- und Interaktionstheoretischen Arbeiten führten zur Entwicklung des Relationalen Konstruktivismus. Zudem zählt er zu den zentralen Vertretern einer eigenständigen Wissenschaft der Sozialen Arbeit. Ausgehend vom Relationalen Konstruktivismus entwickelt er eine Theorie der Relationalen Sozialen Arbeit.

## Leben
Björn Kraus wurde Ende der 1960er Jahr im äußersten Westen von Nordrhein-Westfalen geboren. Er startete in einfachen Verhältnissen und arbeitete nach Abschluss der Hauptschule im Handwerk und Gewerbe. Zum Studium gelangte er auf dem zweiten Bildungsweg. Kraus studierte in Ludwigshafen Soziale Arbeit, in Landau Erziehungswissenschaft (Dipl.-Sozialpädagoge) und in Freiburg Bildungsmanagement (M.A.). Er promovierte an der Universität Heidelberg zum Dr. der Philosophie und habilitierte an der Universität Kassel zum Dr. phil. habil. Weitere Ausbildungen machte er im Umfeld der „Heidelberger Schule“ („Systemischer Therapeut und Berater (SG)“, „Systemischer Supervisor (SG)“ und „Systemischer Coach (SG)“). Die in diesem Bereich seit den 1980er Jahren vollzogene „konstruktivistische Wende“ wird in seinen grundlagentheoretischen Arbeiten deutlich.
Seit 2005 ist er Professor an der Evangelischen Hochschule Freiburg und hat seit 2012 die neu eingerichtete W3-Profilprofessur für Wissenschaft Sozialer Arbeit inne. Er hatte und hat zahlreiche Aufgaben in der Hochschulleitung übernommen (u. a. war er Dekan des Fachbereichs Soziale Arbeit, bevor er von 2011 bis 2020 Prorektor für Forschung und Transfer war). Seine Forschungsschwerpunkte sind Epistemologie, Kommunikation und Macht, professionelle Handlungskompetenz sowie systemische Anthropologie und Methodik.

## Wirken
Kraus hat seit Ende der 1990er die Grundlagen einer Theorie der sozialen Konstitution subjektiver Wirklichkeiten entwickelt. Seine Auseinandersetzung mit erkenntnistheoretischen und sozialtheoretischen Fragen führten zur Entwicklung des Relationalen Konstruktivismus. Im Rahmen dessen hat er nach erkenntnistheoretischen Grundlegungen zunächst eine Kommunikations- und Machttheorie entwickelt und darauf aufbauend Fragen der professionellen Entscheidungsfindung diskutiert. Rückblickend auf die letzten 25 Jahre wird deutlich, dass in der Anfangszeit (1999–2010) vor allem die Entwicklung einer allgemeinen Theorie menschlichen Seins verfolgt wurde und erst in den 2010er Jahren darauf aufbauend die Entwicklung einer relationalen Theorie der Sozialen Arbeit in Angriff genommen wurde (damit verbunden wurden dann auch grundlegende wissenschaftstheoretische Fragen bearbeitet und Grundlagen einer Wissenschaft der Sozialen Arbeit entfaltet).
Durchgängig im Blick sind dabei die für die Sozial- und Humanwissenschaften wichtigen Fragen nach den Möglichkeiten des Erkennens, Kommunizierens, Entscheidens und Intervenierens. Dabei analysiert Kraus nicht nur die Grenzen, sondern auch die Möglichkeiten, die trotz der konstruktivistischen Grundannahmen bleiben oder sich aus diesen erst ergeben.
Eckpfeiler seiner Theorie sind Erkenntnis, Kommunikation, Lebenswelt, Lebenslage, Macht, Hilfe, Kontrolle, Moral und Verantwortungsethik.
Heiko Kleve stellt fest,

„… dass der Konstruktivismus erfolgreich genutzt werden konnte, auch um die sozialarbeiterische Theoriebildung im Kontext einer Wissenschaft der Sozialen Arbeit weiter voran zu treiben, ist ein Verdienst von Björn Kraus […] Kraus’ Thesen zur konstruktivistische Theorie sozialarbeiterischer Intervention sind wegweisend – und zwar deshalb, weil sie zeigen, dass Soziale Arbeit zwar nicht als direkt eingreifende soziale Praxis verstanden werden kann, die daher auch nicht in der Lage ist, Körper, Psychen oder Sozialsysteme in ihrer Funktionsweise zu determinieren, dass Soziale Arbeit aber dennoch das Potenzial hat, über die Beeinflussung und Gestaltung der Lebenslagen ihrer Adressaten deren lebensweltliche Handlungsmöglichkeiten entweder zu erweitern oder zu verringern.“

Darüber hinaus werden seine grundlagentheoretischen Konzepte in der Erziehungswissenschaft, der Soziologie und der praktischen Theologie rezipiert und verwendet.

### Relationaler Konstruktivismus
Björn Kraus vertritt den Relationalen Konstruktivismus.
Dabei steht er in der Tradition eines schon von den Vorsokratikern oder von Immanuel Kant formulierten grundlegenden Skeptizismus gegenüber menschlichen Erkenntnismöglichkeiten. Ausgangspunkt ist die Annahme, dass Kognition keinen direkten Zugang zur Realität hat und damit unsere „Erkenntnisse“ von der Welt in letzter Konsequenz nicht überprüft werden können. Davon ausgehend diskutiert er die Relevanz der sozialen und materiellen Realitäten für kognitive Konstruktionsprozesse. Insofern spricht er schon in seinen frühen Schriften von einem „Intersystemisch Perspektivierten Konstruktivismus“, in den letzten Jahren von „Relationalen Konstruktionen“ was schließlich zur Ausarbeitung des Relationalen Konstruktivismus führte.
Kraus geht von einer grundsätzlichen Doppelbindung menschlicher Strukturentwicklung aus:

„Die Strukturentwicklung lebender Systeme unterliegt einer grundsätzlichen Doppelbindung. Einerseits ist die Lebenswirklichkeit eines Menschen dessen subjektive Konstruktion, andererseits ist diese Konstruktion nicht beliebig, sondern durch die Bedingungen der Realität beeinflusst und begrenzt.“

### Lebenswelt und Lebenslage
Sein Hauptaugenmerk liegt auf dem Verhältnis zwischen sozialen, pragmatischen und materiellen Rahmenbedingungen (Realität, bzw. Lebenslage) und deren individueller Wahrnehmung (Wirklichkeit, bzw. Lebenswelt). Diese Perspektive wird vor allem in seiner systemisch-konstruktivistischen Reformulierung des Lebensweltbegriffs deutlich. Hier stellt er dem Begriff der Lebenswelt (subjektive Wirklichkeit) den Begriff der Lebenslage (Realität) gegenüber und reflektiert deren Verhältnis zueinander. Die Lebenswelt eines Menschen ist für ihn dessen subjektives Konstrukt, das einerseits nicht beliebig ist, andererseits aber auch nicht von außen determiniert werden kann.

Manfred Ferdinand kommt in seiner Auseinandersetzung mit den Lebensweltbegriffen bei Schütz, Husserl, Kraus und Wittgenstein zu dem Schluss: Kraus’ 

„Ausführungen zu einem konstruktivistischen Verständnis von Lebenswelten profiliert nun die von Invernizzi und Butterwege geforderte Integration mikro-, meso- und makroskopischer Ansätze: Diese Integration ist nicht nur notwendig, um die subjektiven Perspektiven und die objektiven Rahmenbedingungen miteinander in Beziehung zu setzen, sondern weil die objektiven Rahmenbedingungen erst in ihrer subjektiven Wahrnehmung und Bewertung ihre Relevanz zu den subjektiven Lebenswelten erhalten.“

Nach der Analyse von Literaturverzeichnissen in sozialarbeitswissenschaftlichen Publikationen kommt Jochem Kotthaus zum Ergebnis: 

„Dort werden zum Thema ‚Lebenswelt(orientierung)‘ immer wieder Namen wie Alfred Schütz, Jürgen Habermas sowie Peter Berger und Thomas Luckmann (im soziologischen Verständnis) und Hans Thiersch sowie Björn Kraus (im Kontext Sozialer Arbeit) zu finden sein – aus gutem Grund. Diese sind absolut unverzichtbar, um Lebenswelt(orientierung) bearbeiten zu können.“

Zu den Unterschieden und Anschlüssen der Lebenswelt-Theorien von Hans Thiersch und Björn Kraus fand im Jahr 2014 eine ausführlich dokumentierte Auseinandersetzung mit den beiden Theoretikern statt.
Die von Kraus geleistete konstruktivistische Reformulierung der Begriffe Lebenswelt und Lebenslage findet neben der Sozialen Arbeit auch in der Erziehungswissenschaft (Bildungsarbeit, Behindertenpädagogik und Gemeindepädagogik) in der praktischen Theologie und in der Soziologie Verwendung.

### Konstruktivistische Machttheorie
Gegenüber konstruktivistischen Theorien wurde lange Zeit vorgebracht, dass sie „Machtblind“ seien. Heiko Kleve schreibt hierzu: „Kraus kommt der (sic!) Verdienst zu, die Machtthematik im Rahmen seiner konstruktivistischen Position diskutiert, sowie eine konstruktivistische Machttheorie (…) konzeptionalisiert zu haben“ () In der Auseinandersetzung mit der Frage nach zwischenmenschlichen Einflussmöglichkeiten entwickelt er einen „Machtanalytischen Konstruktivismus“. Kraus setzt sich aus einer erkenntnistheoretischen Perspektive mit dem Thema Macht auseinander. Er fragt nicht nach der Bewertung oder Verteilung von Macht, sondern danach, was mit diesem Begriff überhaupt beschrieben werden kann. Ausgehend von Max Webers Macht-Definition kommt er zu dem Schluss, dass der Begriff der Macht differenziert werden muss. Zentral für seinen Ansatz ist die Differenzierung des Machtbegriffs in „Instruktive Macht“ und „destruktive Macht“.

„Als instruktive Macht gilt das aus einer Beobachter_innenperspektive bestimmte Potential eines Systems, das Verhalten oder Denken eines anderen Systems dem eigenen Willen entsprechend zu determinieren.
(Instruktive Macht als Möglichkeit zu instruktiven Interaktionen ist vom Eigensinn der zu Instruierenden abhängig.)
Als destruktive Macht gilt das aus einer Beobachter_innenperspektive bestimmte Potential eines Systems, die Möglichkeiten eines anderen Systems dem eigenen Willen entsprechend zu reduzieren.
(Destruktive Macht als Möglichkeit zu destruktiven Interaktionen ist unabhängig vom Eigensinn der zu Instruierenden.)“

Konkret bezeichnet Kraus also mit Instruktiver Macht die Chance, das Verhalten oder Denken eines Anderen zu determinieren. Mit Destruktive Macht hingegen bezeichnet er die Chance, die Möglichkeiten eines Anderen zu reduzieren. Die Relevanz dieser Unterscheidung wird vor allem an der Möglichkeit der Verweigerung gegenüber Machtbestrebungen deutlich. Gegenüber Instruktiver Macht ist Verweigerung möglich – gegenüber Destruktiver Macht nicht. Mit dieser Unterscheidung können Machtverhältnisse differenzierter analysiert und erst damit etwa Fragen der Verantwortung adäquat reflektiert werden.
Micha Brumlik stellt hierzu fest:

„Indem Kraus theoretisch ausgewiesen zwischen „instruktiver Macht“ und „destruktiver Macht“ unterscheidet, gewinnt er neues Analysepotential für sozialpädagogische Interaktionen und vermeidet zugleich eine zynische Theoriebildung. Er kann nämlich mit diesen Unterscheidungen die ansonsten beim radikalen Konstruktivismus naheliegende Konsequenz vermeiden, daß die dem System sozialer Kontrolle unterworfenen Individuen – die ja nach konstruktivistischer Überzeugung sogar für ihre kognitiven Prozesse verantwortlich sind – ihre Unterwerfung stets selbst zu verantworten haben.“

Diese Perspektive ermöglicht es, die bis dahin gerade in (radikal)konstruktivistischen Machtdiskursen übliche „Entweder-oder-Position“ (entweder es gibt Macht, oder es gibt sie nicht), zu überwinden und eröffnet die Möglichkeit einer „Sowohl-als-auch-Position“. Damit hat Kraus, so Wolf Ritscher, „einen wesentlichen Aspekt der sozialen Existenz, das Thema Macht, konstruktivistisch reflektiert und damit gezeigt, dass der Konstruktivismus auch gesellschaftstheoretisch gewendet werden kann.“ ()

### Relationale Soziale Arbeit
Die theoretische Grundlage des Relationalen Konstruktivismus nutzt Björn Kraus zur Bestimmung einer Relationalen Sozialen Arbeit die eine Weiterführung, bzw. Erweiterung der systemisch-konstruktivistischen Lebensweltorientierung ist. Ausgehend vom erkennenden Subjekt und dessen Konstruktionsprozessen legt er den Fokus auf die Relationalen Konstruktionsbedingungen. Wichtig ist, dass es nicht nur um die sozialen, sondern auch um die materiellen Relationen geht – der Begriff Relation steht hier also nicht synonym für den Begriff Sozial oder für Beziehungen im sozialen Sinne.

## Veröffentlichungen (Auswahl)
deutsch
- Relationaler Konstruktivismus im Socialnet Lexikon. 2023, (Online).
- Relationaler Konstruktivismus – Relationale Soziale Arbeit. Von der systemisch-konstruktivistischen Lebensweltorientierung zu einer relationalen Theorie der Sozialen Arbeit. Weinheim, München: Beltz, Juventa, 2019.
- Plädoyer für den Relationalen Konstruktivismus und eine Relationale Soziale Arbeit. (Forum Sozial, 1/2017). (Online)
- Macht – Hilfe – Kontrolle. Grundlegungen und Erweiterungen eines systemisch-konstruktivistischen Machtmodells. In: Kraus, B., Krieger, W. (Hrsg.): Macht in der Sozialen Arbeit. Interaktionsverhältnisse zwischen Kontrolle, Partizipation und Freisetzung. Überarbeitete Fassung in der 4. Auflage. Lage: Jacobs. S. 101-130. 2016, Online

englisch
- Relational constructivism and relational social work. In: Webb, Stephen, A. (edt.) The Routledge Handbook of Critical Social Work. Routledge international Handbooks. London and New York: Taylor & Francis Ltd., 2019
- The Life We Live and the Life We Experience: Introducing the Epistemological Difference between “Lifeworld” (Lebenswelt) and “Life Conditions” (Lebenslage). In: Social Work and Society. International Online Journal. (Online), 2015
- Introducing a model for analyzing the possibilities of power, help and control. In: Social Work and Society. International Online Journal. (Online), 2014

## Filmdokumente
- Video-podcast: Lehrvideo zum Relationalen Konstruktivismus und zur Relationalen Sozialen Arbeit (incl. Interviewteilen zur Person Björn Kraus)
- Video-podcast: Vortrag zu einer Relationalen Sozialen Arbeit auf der DBSH Jahrestagung 2018 in Freiburg
- Video-podcast„Subjektive Wirklichkeiten in der sozialen Interaktion – Verstehen und Intervenieren aus Perspektive eines erkenntnistheoretischen Konstruktivismus“ an der UNI Kassel auf YouTube
- Video-podcast: „Was ist Macht? Zur sozialen Konstruktion von Einflussmöglichkeiten“. Vortrag am Campus Wien
- Video-podcast Hans Thiersch und Björn Kraus diskutieren über "Relationale Soziale Arbeit, Lebensweltorientierung und die Normativität einer kritischen Sozialen Arbeit" an der EH Freiburg